# Armando Contreras Castillo
Armando Contreras Castillo (Concepción Pápalo, Oaxaca, 13 de abril de 1968) es un político mexicano miembro del Movimiento de Regeneración Nacional. Fue miembro del Consejo de la Asamblea Popular de los Pueblos de Oaxaca. Rindió protesta como senador de la República en sustitución de Salomón Jara Cruz, quien el 1 de diciembre de 2010 solicitó licencia para desempeñar el cargo de Secretario de Desarrollo Agropecuario, Forestal y Pesquero del estado de Oaxaca.
- Datos: Q5704463